# Championnat britannique des voitures de tourisme 1971
Le Championnat britannique des voitures de tourisme 1971 était la 14e saison du championnat britannique des voitures de tourisme, remporté par l'écossais Bill McGovern pour la deuxième fois consécutive. Le championnat a débuté à Brands Hatch le 21 mars 1971 et s'est terminé sur le même circuit le 24 octobre 1971.

## Calendrier
| Manche | Circuit        | Date         | Pilote vainqueur | Ecurie vainqueur                           | Voiture vainqueur    |
| ------ | -------------- | ------------ | ---------------- | ------------------------------------------ | -------------------- |
| 1      | Brands Hatch   | 21 mars      | John Fitzpatrick | Team Broadspeed Castrol                    | Ford Escort RS 1600  |
| 2 A-B  | Oulton Park    | 9 avril      | Dave Matthews    | Melton Racing with Broadspeed              | Ford Escort 1300 GT  |
| 2 C-D  | Snetterton     | 9 avril      | Brian Muir       | Malcolm Gartlan Racing/Wiggings Teape Ltd. | Chevrolet Camaro Z28 |
| 3      | Thruxton       | 12 avril     | Brian Muir       | Malcolm Gartlan Racing/Wiggings Teape Ltd. | Chevrolet Camaro Z28 |
| 4      | Silverstone    | 8 mai        | Brian Muir       | Malcolm Gartlan Racing/Wiggings Teape Ltd. | Chevrolet Camaro Z28 |
| 5 A-B  | Crystal Palace | 30 mai       | Vince Woodman    | VMW Motors                                 | Ford Escort 1300 GT  |
| 5 C-D  | Crystal Palace | 30 mai       | Brian Muir       | Malcolm Gartlan Racing/Wiggings Teape Ltd. | Chevrolet Camaro Z28 |
| 6      | Silverstone    | 5 juin       | Frank Gardner    | SCA Freight Ltd.                           | Chevrolet Camaro Z28 |
| 7      | Croft          | 11 juillet   | Frank Gardner    | SCA Freight Ltd.                           | Chevrolet Camaro Z28 |
| 8      | Silverstone    | 17 juillet   | Brian Muir       | Malcolm Gartlan Racing/Wiggings Teape Ltd. | Chevrolet Camaro Z28 |
| 9      | Oulton Park    | 22 août      | Brian Muir       | Malcolm Gartlan Racing/Wiggings Teape Ltd. | Chevrolet Camaro Z28 |
| 10     | Brands Hatch   | 30 août      | John Fitzpatrick | Team Broadspeed Castrol                    | Ford Escort RS 1600  |
| 11 A-B | Mallory Park   | 26 septembre | Jon Mowatt       | Motor Racing Research                      | BMC Mini Cooper S    |
| 11 C-D | Mallory Park   | 26 septembre | Brian Muir       | Malcolm Gartlan Racing/Wiggings Teape Ltd. | Chevrolet Camaro Z28 |
| 12     | Brands Hatch   | 24 octobre   | Gerry Birrell    | Ford Motor Company                         | Ford Capri RS 2600   |

## Classement final

### Pilotes
| Championnat pilotes | Championnat pilotes | Championnat pilotes  | Championnat pilotes                        | Championnat pilotes |
| Pos.                | Pilote              | Voiture              | Ecurie                                     | Points              |
| ------------------- | ------------------- | -------------------- | ------------------------------------------ | ------------------- |
| 1                   | Bill McGovern       | Hillman Imp          | George Bevan                               | 81                  |
| 2                   | Dave Matthews       | Ford Escort 1300 GT  | Melton Racing with Broadspeed              | 78                  |
| 3                   | Brian Muir          | Chevrolet Camaro Z28 | Malcolm Gartlan Racing/Wiggings Teape Ltd. | 78                  |
| 4                   | John Fitzpatrick    | Ford Escort RS 1600  | Team Broadspeed Castrol                    | 67                  |
| 5                   | Vince Woodman       | Ford Escort 1300 GT  | VMW Motors                                 | 59                  |